# La Fresnais
La Fresnais (en bretó An Onneg) és un municipi francès, situat a la regió de Bretanya, al departament d'Ille i Vilaine. L'any 2006 tenia 2.092 habitants.

## Demografia
| 1962                                       | 1968  | 1975  | 1982  | 1990  | 1999  |
| ------------------------------------------ | ----- | ----- | ----- | ----- | ----- |
| 1.598                                      | 1.652 | 1.649 | 1.778 | 1.995 | 1.948 |
| Des de 1962: població sense dobles comptes |       |       |       |       |       |

## Administració
| Període   | Identitat        | Partit |
| --------- | ---------------- | ------ |
| 1995-2001 | Pierre Letondoux |        |
| 2001-     | Daniel Gaslain   |        |